# ام‌اس‌ان گیمز
ام‌اس‌ان گیمز (به انگلیسی: MSN Games) همچنین با نام زون.کام (به انگلیسی: Zone.com) شناخته می‌شد، یک وب‌سایت معمولی بازی دارای حالت‌های تک‌نفره، چندنفره و دانلود برای رایانه شخصی است.
ام‌اس‌ان گیمز بخشی از اکس‌باکس گیم استودیوز است که با پورتال ام‌اس‌ان مرتبط است و متعلق به مایکروسافت است که دفتر مرکزی آن در ردموند، واشینگتن قرار دارد.

## تاریخچه
اولین نسخه سایت، که در آن زمان «دهکده» (The Village) نام داشت، توسط کوین بینکلی، تد گریگز و هون ایم تأسیس شد. در سال ۱۹۹۶، استیو مورچ، کارمند مایکروسافت، بیل گیتس و استیو بالمر را متقاعد کرد تا سایت بازی آنلاین کوچک را که در آن زمان متعلق به الکتریک گرویتی بود، خریداری کنند. این سایت به «منطقه بازی اینترنتی» (Internet Gaming Zone) تغییر نام داد و در سال ۱۹۹۶ راه اندازی شد.
این کار با تعدادی بازی ورق و تخته مانند Hearts, Spades, Checkers, Backgammon و Bridge آغاز شد.
برای ۵ سال بعد، ام‌اس‌ان گیمز چندین بار تغییر نام داد و با معرفی بازی‌های محبوب خرده‌فروشی و MMORPG مانند MechWarrior، Rainbow Six , UltraCorps، عصر فرمانروایان، Asheron's Call و Fighter Ace محبوبیت آن افزایش یافت. .
این وب سایت همچنین دارای یک انجمن انجمن است که در سال ۲۰۰۶ راه اندازی شد. این تا زمان بسته شدن ام‌اس‌ان گروپس در سال ۲۰۰۹ ادامه داشت.
مایکروسافت در ژوئیه ۲۰۱۹ اعلام کرد که سری بازی‌های اینترنتی ساخته شده در سیستم عامل ویندوز را خاموش می‌کند. بازیهای ویندوز اکس‌پی و ام‌ئی در ۳۱ جولای ۲۰۱۹ بسته شدند، در حالی که بازی‌های باقی‌مانده در ویندوز ۷ در ۲۲ ژانویه ۲۰۲۰ (کمی بیش از یک هفته پس از توقف پشتیبانی مایکروسافت از ویندوز ۷) بسته شدند.